# Мухановка (Мордовия)
 Мухановка  — деревня в Лямбирском районе Мордовии в составе  Саловского сельского поселения.

## География
Находится на расстоянии примерно 14 километров по прямой на север-северо-запад от города Саранск.

## История
Основана в 1920-х годах как поселок, в 1931 году учтен 31 двор. 

## Население
Постоянное население составляло 2 человек (русские 100%) в 2002 году, 4 в 2010 году .